# Terrorist Takedown 2
Terrorist Takedown 2 – gra komputerowa z serii Terrorist Takedown, wyprodukowana i wydana przez polskie studio CI Games w 2007 roku. W Terrorist Takedown 2 gracz wciela się w żołnierza sił stabilizacyjnych na Bliskim Wschodzie, gdzie trwa wojna pomiędzy terrorystami a siłami rządowymi, chcącymi utrzymać pokój.

## Fabuła
Pod koniec 2007 roku dochodzi do porwania kilku dziennikarzy na terenie nienazwanego, bliskowschodniego państwa, wzorowanego na Afganistanie. Oddział polskich sił specjalnych pod dowództwem kpt. Roberta Sawickiego ps. „Topór” zostaje wysłany do fikcyjnego miasta Beera, aby skontaktować się z miejscowym informatorem, niejakim Salimem, który ma posiadać informacje na temat miejsca przetrzymywania zakładników.
Zaraz po przybyciu do docelowej lokacji żołnierze zostają zaatakowani przez uzbrojonych bojowników, a w centrum miasta dochodzi do samobójczego zamachu terrorystycznego. Sawicki po przedarciu się przez ulice Beery odnajduje Salima, udaremnia próbę drugiego zamachu i z pomocą oddziału odpiera zmasowany atak bojowników. Salim po uzgodnieniu z polskim dowództwem zapłaty wyrusza z żołnierzami do pobliskich gór, gdzie według niego znajduje się jego rodzinna wioska oraz obóz terrorystów, w którym przetrzymywani są porwani dziennikarze.
W wąwozie Polacy wpadają jednak w zasadzkę najemników dowodzonych przez byłego żołnierza US Army, Toma Coburna. Humvee, którym się poruszają, zostaje zniszczony, a jeden z żołnierzy poważnie ranny. Sawicki decyduje się więc pójść przez góry wraz z Salimem, aby odnaleźć poszukiwany obiekt. Po ciężkich walkach z najemnikami Coburna polski oficer zostaje jednak ogłuszony przez Salima. Po tym, jak budzi się w celi i jest świadkiem egzekucji jednego z zakładników, Sawicki zdaje sobie sprawę z tego, że Salim współpracuje z terrorystami i wciągnął go w zasadzkę. Udaje mu się jednak obezwładnić strażników i wydostać się z pilnie strzeżonego obiektu, prawdopodobnie byłej bazy Armii Radzieckiej, po czym zostaje uratowany przez żołnierzy swojego oddziału, którzy dostali informację o miejscu jego przetrzymywania od Coburna.
Następnie Sawicki udaje się na akcję do fikcyjnego miasta Iskandarija, gdzie działa znany handlarz bronią i terrorysta Dżabir, o którym wspominał w rozmowie Salim. Po zabiciu Dżabira i odkryciu jego planów oddział Sawickiego wyrusza na ostateczną akcję zlikwidowania Salima oraz odbicia zakładników. Żołnierze wpadają jednak w kolejną zasadzkę i z całego oddziału pozostaje przy życiu tylko jego dowódca. Walcząc zarówno z bojownikami Salima, jak i najemnikami Coburna, oficer przedostaje się do rozległego pałacu, gdzie zabija przywódcę terrorystów, a Coburnowi pozwala odejść z uwagi na wcześniejsze uratowanie mu życia. Finalnie Sawicki ratuje pozostałych przy życiu zakładników, po czym eskortuje ich na lądowisko zajęte przez nowe, polskie oddziały.

## Rozgrywka
Gracz ma do wykonania sześć rozbudowanych misji, na które składają się: walka z bojownikami, a także uwalnianie zakładników oraz ochrona bezbronnych mieszkańców przed samobójczymi atakami terrorystów.
Przeciwnik atakuje niespodziewanie, przygotowuje zasadzki, próbuje manewrów oskrzydlających, a także tworzy sojusze, w celu pokonania gracza i jego sprzymierzeńców. W grze uwzględniono oddziaływania fizyczne. Gracz może przemieszczać i niszczyć przedmioty oraz wykorzystywać je przeciwko wrogom.
Gracz ma do dyspozycji kilkanaście rodzajów broni: karabin szturmowy FN SCAR-H, Steyr AUG 203 i AKS-74, pistolet H&K MK.23 USSOCO, pistolet samopowtarzalny Calico M950, lekki karabin maszynowy M249 SAW oraz materiały wybuchowe.
Gra została oparta na silniku Jupiter EX.